# Campeonato Mundial de Ciclismo em Estrada de 1960
Os Campeonatos do mundo de ciclismo em estrada de 1960 celebrou-se nas localidades da República Democrática da Alemanha de Sachsenring nas corridas da categoria masculina e Leipzig na prova feminina a 14 de agosto de 1960.

## Resultados
| Evento                      | Ouro                                  | Ouro           | Prata                                  | Prata    | Bronze                                  | Bronze   |
| --------------------------- | ------------------------------------- | -------------- | -------------------------------------- | -------- | --------------------------------------- | -------- |
| Provas masculinas           |                                       |                |                                        |          |                                         |          |
| Homens - corrida em linha   | Rik Van Looy · Bélgica                | 7 h 47 min 27s | André Darrigade · França               | m.t.     | Pino Cerami · Bélgica                   | m.t.     |
| Amador - corrida em linha   | Bernhard Eckstein · Alemanha Oriental | 4h 43' 31"     | Gustav-Adolf Schur · Alemanha Oriental | + 17"    | Willy Vanden Berghen · Bélgica          | + 17"    |
| Provas femininas            |                                       |                |                                        |          |                                         |          |
| Mulheres - corrida em linha | Beryl Burton · Reino Unido            | 1h 54' 39"     | Rosa Sels · Bélgica                    | + 3' 39" | Elisabeth Kleinhaus · Alemanha Oriental | + 3' 39" |